# Zoete vaalhoed
De zoete vaalhoed (Hebeloma laterinum) is een schimmel in de familie Hymenogastraceae. Hij groeit in met gras begroeide en lichtgevende bossen, voornamelijk in de hooglanden, uitlopers en bergen. Hij groeit onder dennen, sparren en lariksen, maar soms ook onder beuken. Hij komt voor  in loofbossen en lanen op droog tot vochtig, humeus, voedsel- en kalkrijk, (lemig) zand, ook gemeld uit naaldbos. Hij leeft in symbiose met sommige boomsoorten (ectomycorrhiza-schimmel).

## Kenmerken

### Uiterlijke kenmerken
Hoed
De hoed heeft een diameter van 3 tot 11 cm. De vorm is bij jonge exemplaren halfbolvormig met een gekromde rand. Later wordt de vorm laaggewelfd, soms met een kleine, stompe bult. Het hoedoppervlak is bij nat weer is glad, de kleur is okercrème, vuilgeel of okerbruin, vaak met een vlezige tint.
Lamellen
De lamellen zijn crèmebruin tot bruin.
Steel
De steel heeft een lengte van 3 tot 9 cm en een dikte van 0,8 tot 1,4 cm. De structuur is vezelig, meestal aan de basis verdikt tot 2 cm. De steel is vol, met een schilferig oppervlak. De kleur is witachtig tot oker en in het onderste gedeelte is het bruinachtig.
Geur en smaak
Het vlees is dik, vrij hard en verandert niet van kleur bij beschadiging. De smaak is aanvankelijk mild, maar na een tijdje bitter. De geur is zoet en cacao.

### Microscopische kenmerken
De sporen zijn amygdaloïde, zelden limoniform, ellipsoïde of eivormig, voorzien van guttules en meten. De kleur van de sporen is vaak geelbruin, soms bruin, zelden bruingeel, grijsgeel, zeer bleek of geel. De sporenmaat is (7.2) 7.6–12.4 (13.3) × (4.3) 4.4–7.3 (7.6) en het Q-getal is (1.32) 1.46–2.03 (2.11). Basidia zijn 4-sporig en meten (21) 23–34 (35) × (5) 6–8 (10) μm. Cheilocystidia en caulocystidia zijn aanwezig en meestal cilindrisch. Pleurocystidia zijn niet aanwezig.

## Verspreiding
De zoete vaalhoed wordt gevonden in Noord-Amerika en Europa. In Nederland komt hij zeldzaam voor. Hij staat op de rode lijst in de categorie 'Ernstig Bedreigd'.

## Taxonomie
Dit taxon werd voor het eerst besschreven in 1789 door August Johannes Batsch, die het Agaricus laterinus noemde. De huidige naam, erkend door Index Fungorum, werd er in 2005 aan gegeven door Jan Vesterholt.